# Messiasia yacochuya
Messiasia yacochuya är en tvåvingeart som beskrevs av Wilcox 1975. Messiasia yacochuya ingår i släktet Messiasia och familjen Mydidae. Inga underarter finns listade i Catalogue of Life.